# Cryptographis superalis
Cryptographis superalis là một loài bướm đêm trong họ Crambidae.